# Mens (single)
Mens is een single van de Nederlandse band BLØF afkomstig van het album Umoja. De single werd uitgebracht op 1 september 2006.
Het nummer werd in het Topkapi Palace in het Turkse Antalya opgenomen in december 2003, in het kader van de wereldreis die BLØF maakte voor de opnamen van Umoja. Het is een nummer samen met Ömer Faruk Tekbilek.
De B-kant van de single bestond uit een live-uitvoering van het nummer Hemingway met het Metropole Orkest tijdens het Radio 2 Gala van het Nederlandse Lied op 19 maart 2006 in het Beatrix Theater in Utrecht.

## Uitgaven en tracklists
Cd-single
1. "Mens" met Omar Faruk Tekbilek – 3:56
2. "Hemingway" met het Metropole Orkest – 3:48

Dvd-single
1. "Mens" met Omar Faruk Tekbilek
2. "Hemingway (Live op Pinkpop 2006)" met Eliades Ochoa
3. "Mens (live in het Nieuwe Luxor Theater, Rotterdam)"
4. "Fotogalerij"

## Hitnotering

### Nederlandse Top 40
| Mens in de Nederlandse Top 40 - binnen: 26 augustus 2006 | Mens in de Nederlandse Top 40 - binnen: 26 augustus 2006 | Mens in de Nederlandse Top 40 - binnen: 26 augustus 2006 | Mens in de Nederlandse Top 40 - binnen: 26 augustus 2006 | Mens in de Nederlandse Top 40 - binnen: 26 augustus 2006 | Mens in de Nederlandse Top 40 - binnen: 26 augustus 2006 | Mens in de Nederlandse Top 40 - binnen: 26 augustus 2006 | Mens in de Nederlandse Top 40 - binnen: 26 augustus 2006 | Mens in de Nederlandse Top 40 - binnen: 26 augustus 2006 | Mens in de Nederlandse Top 40 - binnen: 26 augustus 2006 | Mens in de Nederlandse Top 40 - binnen: 26 augustus 2006 | Mens in de Nederlandse Top 40 - binnen: 26 augustus 2006 | Mens in de Nederlandse Top 40 - binnen: 26 augustus 2006 |
| Week                                                     | 1                                                        | 2                                                        | 3                                                        | 4                                                        | 5                                                        | 6                                                        | 7                                                        | 8                                                        | 9                                                        | 10                                                       | 11                                                       | 12                                                       |
| -------------------------------------------------------- | -------------------------------------------------------- | -------------------------------------------------------- | -------------------------------------------------------- | -------------------------------------------------------- | -------------------------------------------------------- | -------------------------------------------------------- | -------------------------------------------------------- | -------------------------------------------------------- | -------------------------------------------------------- | -------------------------------------------------------- | -------------------------------------------------------- | -------------------------------------------------------- |
| Positie                                                  | 25                                                       | 22                                                       | 12                                                       | 11                                                       | 10                                                       | 13                                                       | 15                                                       | 18                                                       | 17                                                       | 25                                                       | 30                                                       | 33                                                       |